# Transportando o Brasil
Transportando o Brasil é um jogo de computador brasileiro desenvolvido pela empresa Dynamic Games, e lançado no Brasil em junho de 2010, aparentemente baseado no já existente Euro Truck Simulator da SCS Software.

## Descrição

### Enredo
De acordo com a descrição publicada na página da empresa Dynamic Games, o jogador encarna um pai de família, que necessita de se concentrar na sua carreira como motorista de veículos pesados de mercadorias, no sentido de providenciar melhores condições de via para a sua esposa e filhos, incluindo o pagamento de contas domésticas. A personagem no jogo, além de conduzir os veículos, também é responsável pela gestão uma pequena firma de camionagem. Antes de iniciar a carreira como motorista, o protagonista necessita de fazer vários testes, de forma a ser aceite por uma empresa de transporte rodoviário.

### Jogabilidade
O jogo consiste principalmente na condução de camiões entre dois pontos específicos, seguindo uma rota predeterminada e durante um limite de tempo, devendo obedecer às regras de trânsito durante o percurso. Ao longo do caminho, o jogador poderá encontrar vários eventos, como acidentes rodoviários, ou esperar pela passagem de embarcações para atravessar linhas de água. Existem também vários elementos do transporte rodoviário com os quais o jogador poderá interagir, como portagens, semáforos, postos de abastecimento, e locais onde se pode verificar o peso do veículo. Foram aplicadas várias noções avançadas de física no modo de condutor, incluindo os efeitos do clima no controlo do veículo, como neblina, que também podem reduzir a visibilidade. O jogador pode igualmente sair da cabina do veículo e explorar a pé o cenário em redor. O jogo inclui um modo secundário, relativo ao controlo da companhia, onde é necessário coordenar as receitas com os vários custos, como taxas, combustíveis, ou a aquisição de novos veículos.
O jogo inclui vários modelos de camiões baseados em veículos reais, além de diversos tipos de reboques e de mercadorias. O ambiente é baseado no Brasil, com várias localidades inspiradas nas principais cidades do país.

## História
Na transição para a Década de 2010, vários simuladores de veículos pesados de mercadorias estavam a passar por um período de grande popularidade, pelo que a empresa Dynamic Games terá iniciado a produção de um simulador próprio, baseado em programas como o 18 Wheels of Steel, Rig'n'Roll ou Euro Truck Simulator mas que retratasse com mais fidelidade o ambiente Sul Americano.
Em Maio de 2010, estava previsto o lançamento do jogo para o final desse mês. Porém, o jogo só foi publicado em 5 de Junho.